# Хосе Мігель Каррера
Хосе Мігель Каррера Вердуґо (ісп. José Miguel Carrera Verdugo; 15 жовтня 1785, Сантьяго, Чилі — 4 вересня 1821, Мендоса, Об'єднані провінції Ріо-де-ла-Плати) — чилійський державний, військовий та політичний діяч. Учасник наполеонівських війн та війни за незалежність Чилі. Голова Першої урядової ради Чилі (1811—1814). Один з «батьків-засновників» Чилі.

## Ранні роки
Хосе Мігель Каррера Вердуґо народився 15 жовтня 1785 року в Сантьяго в іспанській колонії Чилі, а отже, був креолом. За походженням рід Каррери був баскським. Був третьою дитиною в сім'ї Ігнасіо де ла Каррери та Франсіски де Паули Вердуго. Хосе Мігель мав страшу сестру Хав'єру (1781—1862), старшого брата Хуана Хосе (1782—1818) та молодшого брата Луїса (1791—1818).
Початкову освіту здобував у школі Convictorio Carolino — найкращій на той час школі Чилі. Навчаючись там, познайомився з Мануелем Родрігесом — майбутнім лідером партизанського руху в Чилі. Після школи батьки відправили Хосе Мігеля на навчання до Іспанії.

## Військова кар'єра

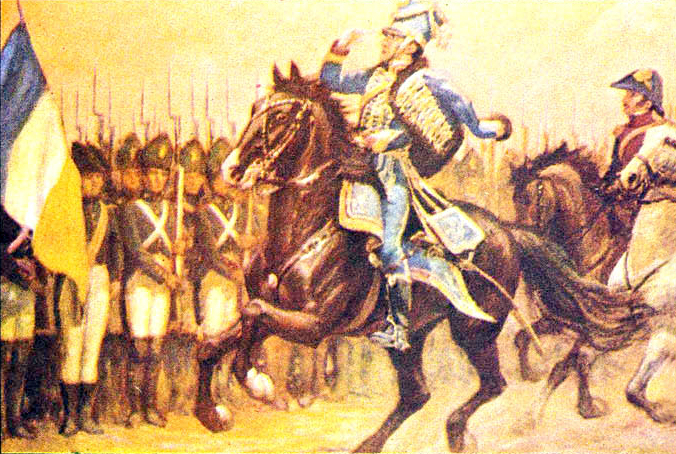
Каррера зі своїми солдатами

Вивчати військову справу почав у віці шести років.
У віці 22 років (1808 року) приєднався до Іспанської армії та брав участь у Піренейській війні проти Французької імперії Наполеона I Бонапарта. Під час бойових дій отримав звання старшого сержанта. Командував полком галісійських гусарів. Тоді ж встановив контакти із рухом за незалежність США.
Відзначився у битві при Талавері (27-28 червня 1809). У битві при Оканьї (19 листопада 1809) був поранений. Загалом під час наполеонівських війн брав участь у близько 20 боях.
Згодом, під час війни за незалежність Чилі, очолював чилійські війська у близько 10 битвах.

## Patria Vieja

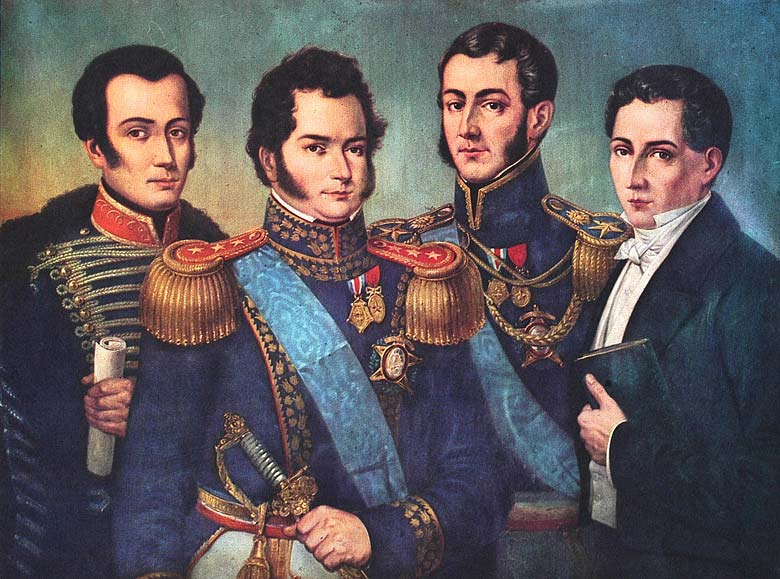
Батьки-засновники Чилі (зліва вправо): Хосе Мігель Каррера, Бернардо О'Гіґґінс, Хосе де Сан-Мартін, Дієго Порталес.

Внаслідок подій в Іспанії (її окупації Францією) в Чилі було створено орган управління колонією на час відсутності законного монарха. Урядову хунту було створено 18 вересня 1810 року. Дізнавшись про її появу, Каррера вирішив негайно повернутися до Чилі та зайнятися політикою.
Повернувшись на батьківщину, Каррера увійшов до складу уряду. 15 листопада 1811 року він разом із братами здійснив державний переворот та захопив усю владу в Чилі, встановивши диктатуру. Для управління було створено Першу урядову раду, до якої, окрім Хосе Мігеля, увійшли також і його брати Хуан Хосе та Луїс.
Каррера вважав, що Чилі має бути територіально окремим утворенням, тому вступив у конфлікт із ложею Лаутаро, до якої належали більшість латиноамериканських діячів, що виступали за об'єднання Латинської Америки в єдине державне утворення за прикладом Сполучених Штатів Америки.
1812 року Каррера видав першу конституцію Чилі, яка передбачала існування країни як частини Іспанії. Крім того, за часів диктатури Каррери було скасовано рабство, юридичну недоторканність духовенства. Державним прапором Чилі став синьо-біло-жовтий стяг. Крім того, було затверджено чилійський герб. 18 вересня було оголошено національним святом. Було створено Національний інститут та Національну бібліотеку. Також за сприяння Каррери з'явилася перша чилійська газета — «La Aurora de Chile».
1813 року віцекороль Перу Хосе Фернандо де Абаскаль відправив на Чилі морську військову експедицію для придушення повстання. Хосе Мігель Каррера покинув справи в уряді та особисто очолив чилійські війська. Йому вдалося вибити війська роялістів з міста Консепсьйон. 17 жовтня 1813 року військо Каррери було оточене у битві при Ель Робле; сам головнокомандувач потрапив у полон. Після цієї битви уряд ухвалив рішення звільнити Хосе Мігеля Карреру від участі у бойових діях та призначив командувачем військ генерала Бернардо О'Гіґґінса. Хосе Мігель Каррера намагався втекти з полону, проте остаточно звільнитися йому вдалося внаслідок обміну.
Повернувшись до Сантьяго, Каррера висловив незадоволення в Ліркайському договорі, який припинив бойові дії між патріотами та роялістами. Він очолив новий державний переворот і скинув новий уряд Верховного правителя Франсіско де ла Ластра. Проте Каррера не був визнаний О'Гіґґінсом (який, до того ж, був членом ложі Лаутаро) як голова держави. 26 серпня 1814 року військо прихильників Каррери на чолі з Луїсом Каррерою зустрілося із прихильниками О'ГІґґінса в битві при Лас-Трес-Асекіяс. У результаті перемогу здобули прихильники Каррери. Проте О'Гіґґінс, змушений визнати владу Каррери. 
Згодом розпочався новий іспанський наступ на Чилі на чолі з Маріано Осоріо. В битві при Ранкагуа 1-2 жовтня 1814 року армія чилійських патріотів зазнала поразки. Сантьяго був узятий. Чилійським патріотам довелося тікати в аргентинську провінцію Мендоса.

## У вигнанні

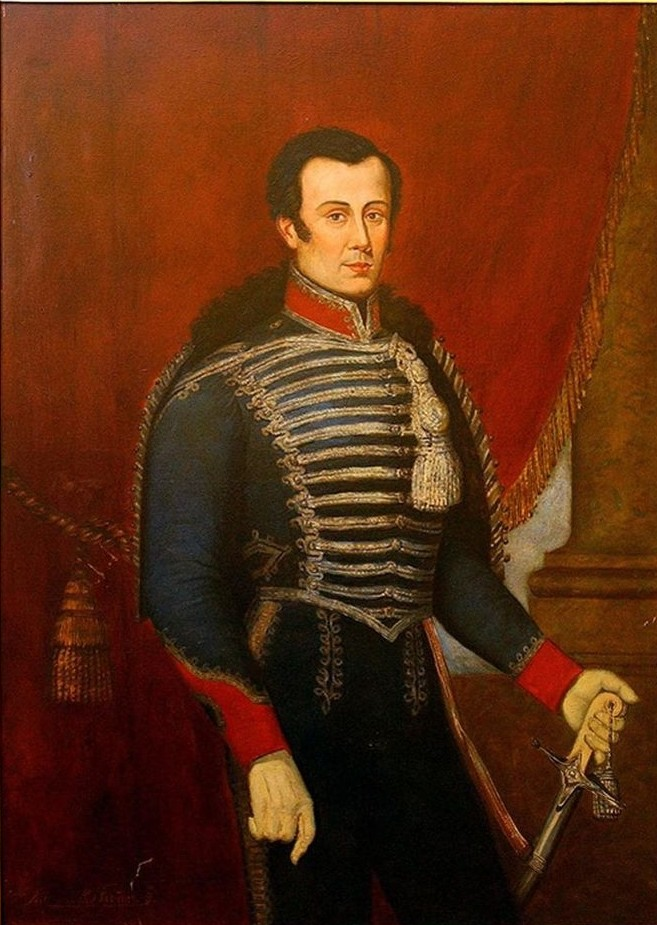
Портрет Каррери. Робота Франсіско Хав'єра Мандіоли, 1850

Після поразки чилійців при Ранкагуа більшість патріотів емігрували до Мендоси, якою керував Хосе де Сан-Мартін, що, як і О'Гіґґінс, належав до ворожої Каррері ложі Лаутаро. Проте водночас владу в Об'єднаних провінціях Ріо-де-ла-Плати захопив Карлос Марія де Альвеар — друг Каррери з часів Піренейської війни. За його правління Каррера жив у Буенос-Айресі у відносно гарних умовах. Проте після повалення режиму Альвеара у квітні 1815 року владу захопили представники ложі Лаутаро, тож Каррері довелося емігрувати до Сполучених Штатів.
Завдяки особистим якостям та допомозі офіцера флоту Девіда Портера Каррері вдалося взяти в оренду 4 американські кораблі, які мали взяти участь у війні за незалежність Чилі. На них він відплив до Буенос-Айреса. Проте прибувши до міста, уряд Об'єднаних провінцій, що підтримував Сан-Мартіна, конфіскував ці судна, а Карреру ув'язнили.
Тим часом Сан-Мартін та О'Гіґґінс зібрали Андську армію для наступу на Чилі. Їхнє військо перемогло роялістів при Чакабуко 12 лютого 1817 року.
Хосе Мігель Каррера зміг звільнитись від ув'язнення завдяки допомозі Джоела Робертса Пойнсетта. Каррера знайшов притулок у Монтевідео, що тоді був контрольований Португалією. 8 квітня 1818 року братів Хосе Мігеля стратили у Мендосі за змову проти О'Гіґґінса та Сан-Мартіна. Після цього він почав відкрито виступати проти обох полководців.
Тоді ж Хосе Мігель Каррера став одним із лідерів аргентинських федералістів, що боролися за федералізацію Об'єднаних провінцій Ріо-де-ла-Плати. 1 лютого 1820 року в битві під Сепедою війська федералістів розбили війська Директорії та зайняли Буенос-Айрес. 23 лютого було підписано Піларський договір, який встановив федеративну систему в Аргентині.
Допомігши федералістам здобути цю перемогу, Каррера отримав від них гроші для державного перевороту в Чилі.

## Суд і страта

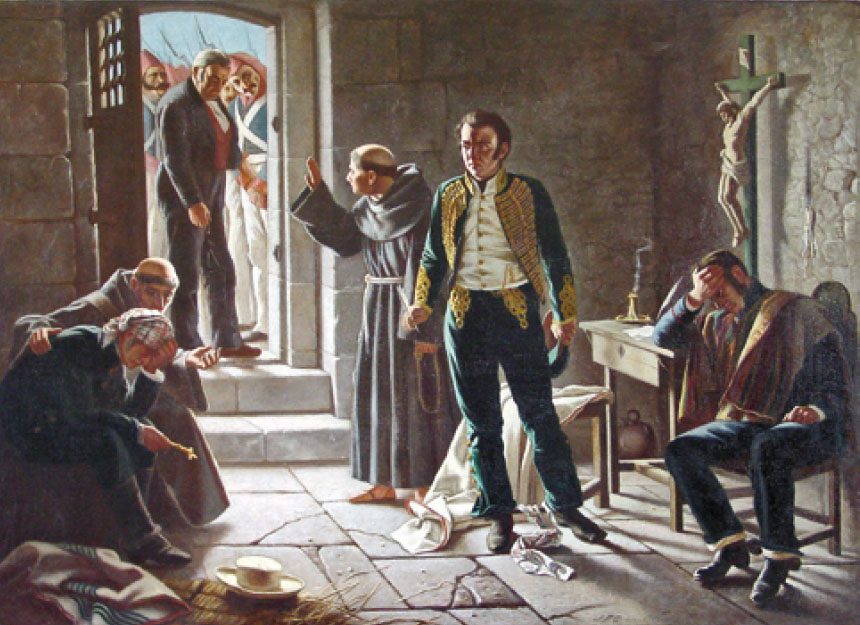
Хуан Мануель Бланес. Останні моменти генерала Хосе Мігеля Каррери, 1875. Сюжет: Каррера стоїть посередині кімнати, очікуючи на страту; священник позаду нього наказує солдатам чекати, поки той довершить свою промову

Головними союзниками Каррери в організації державного перевороту було індіанське плем'я бороано. Проте дорогою до Чилі, проїжджаючи через Мендосу, він був заарештований аргентинською міліцією.
На показовому судовому процесі в Мендосі Карреру визнали винним та засудили до розстрілу. Вирок було виконано 4 вересня 1821 року.

## Сім'я

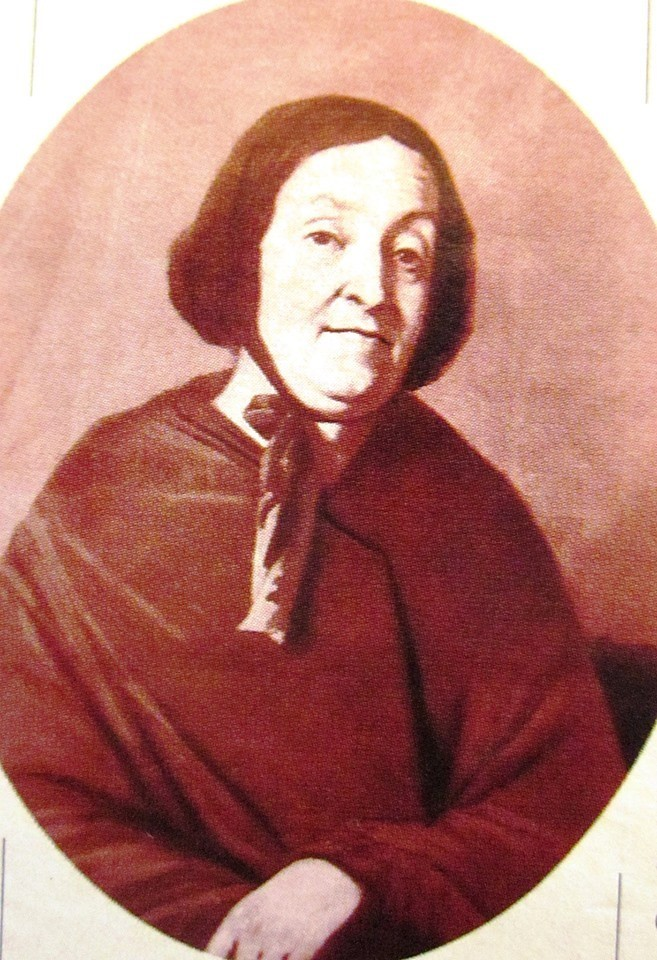
Марія Мерседес Фонтесілья, дружина Хосе Мігеля Каррери

20 серпня 1814 року одружився з Марією Мерседес Фонтесілья. Разом вони мали 5 дітей:
- Франсіска Хав'єра (1817—1850);
- Роберта;
- Роза (1819—1862);
- Хосефа (1820—1898);
- Хосе Мігель (1821—1860).

## Вшанування пам'яті
- Хосе Мігелю Каррері поставили пам'ятники в Сантьяго та в комуні Сан-Мігель.
- Озеро Буенос-Айрес на межі Чилі та Аргентини у Чилі традиційно називають озером Хенераль-Каррера[15].
- На честь Хосе Мігеля Каррери названо астероїд 3050 Каррера.

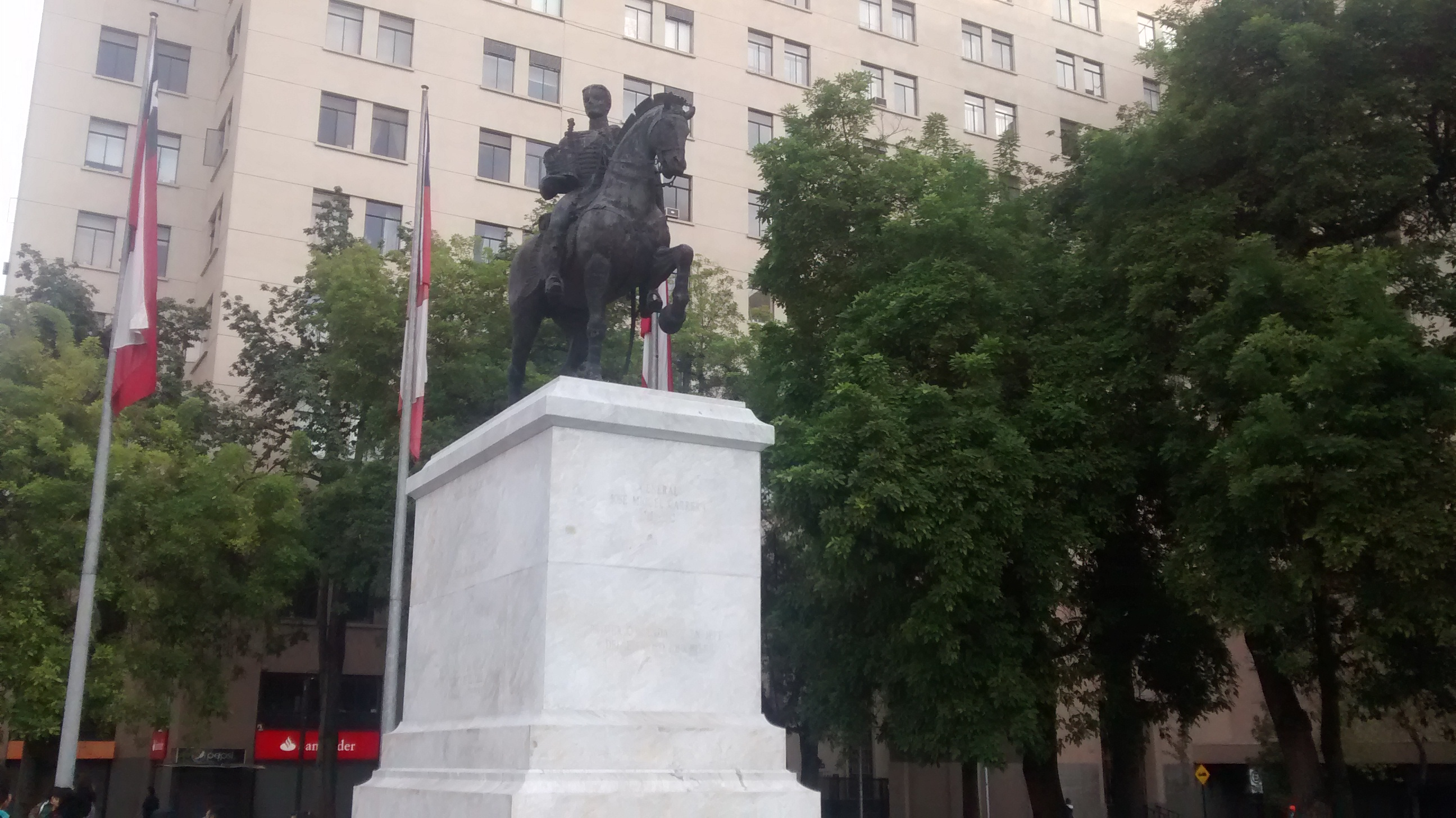
Кінна статуя Каррери в Сантьяго
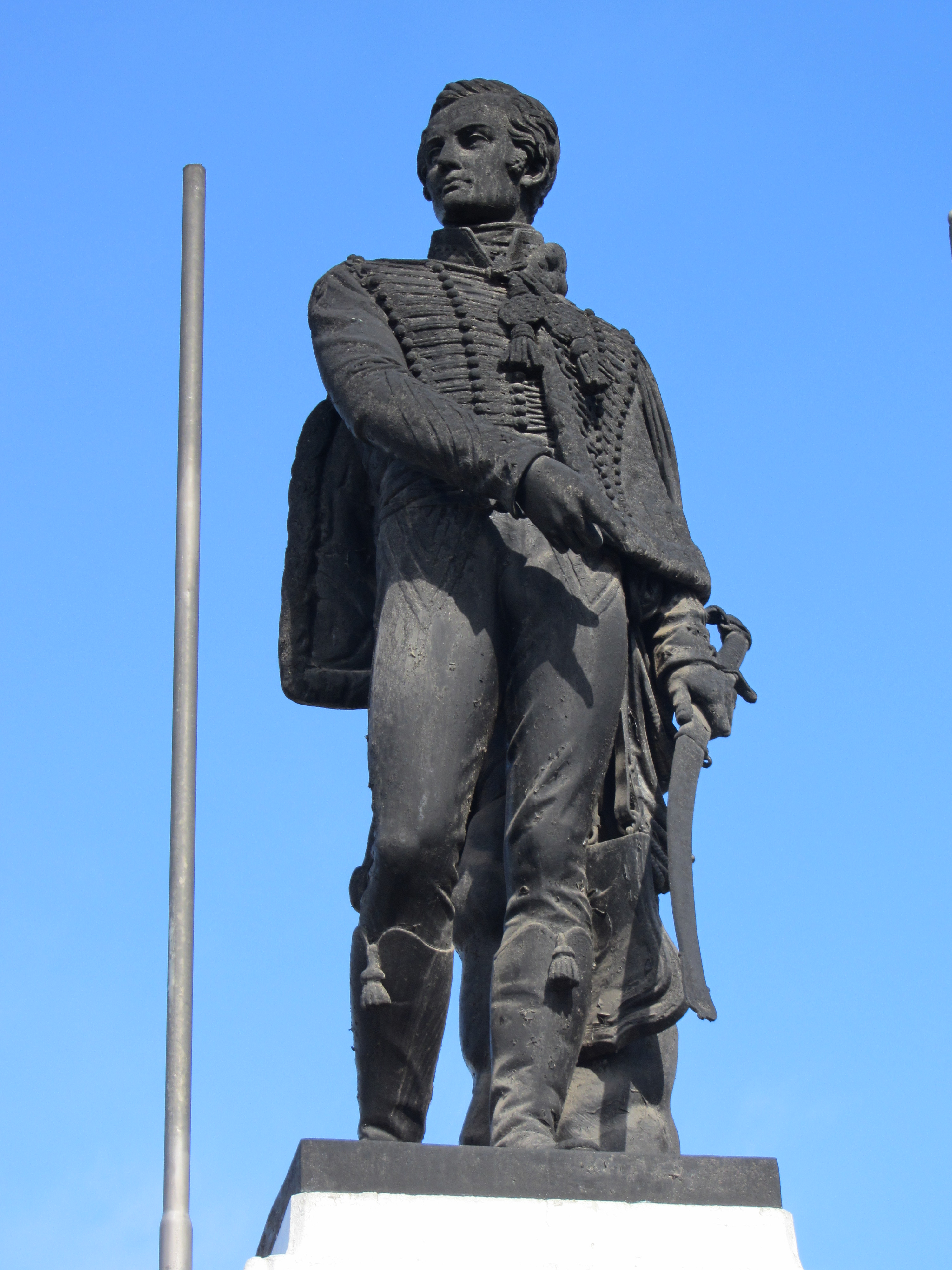
Статуя Каррери в комуні Сан-Мігель, Сантьяго
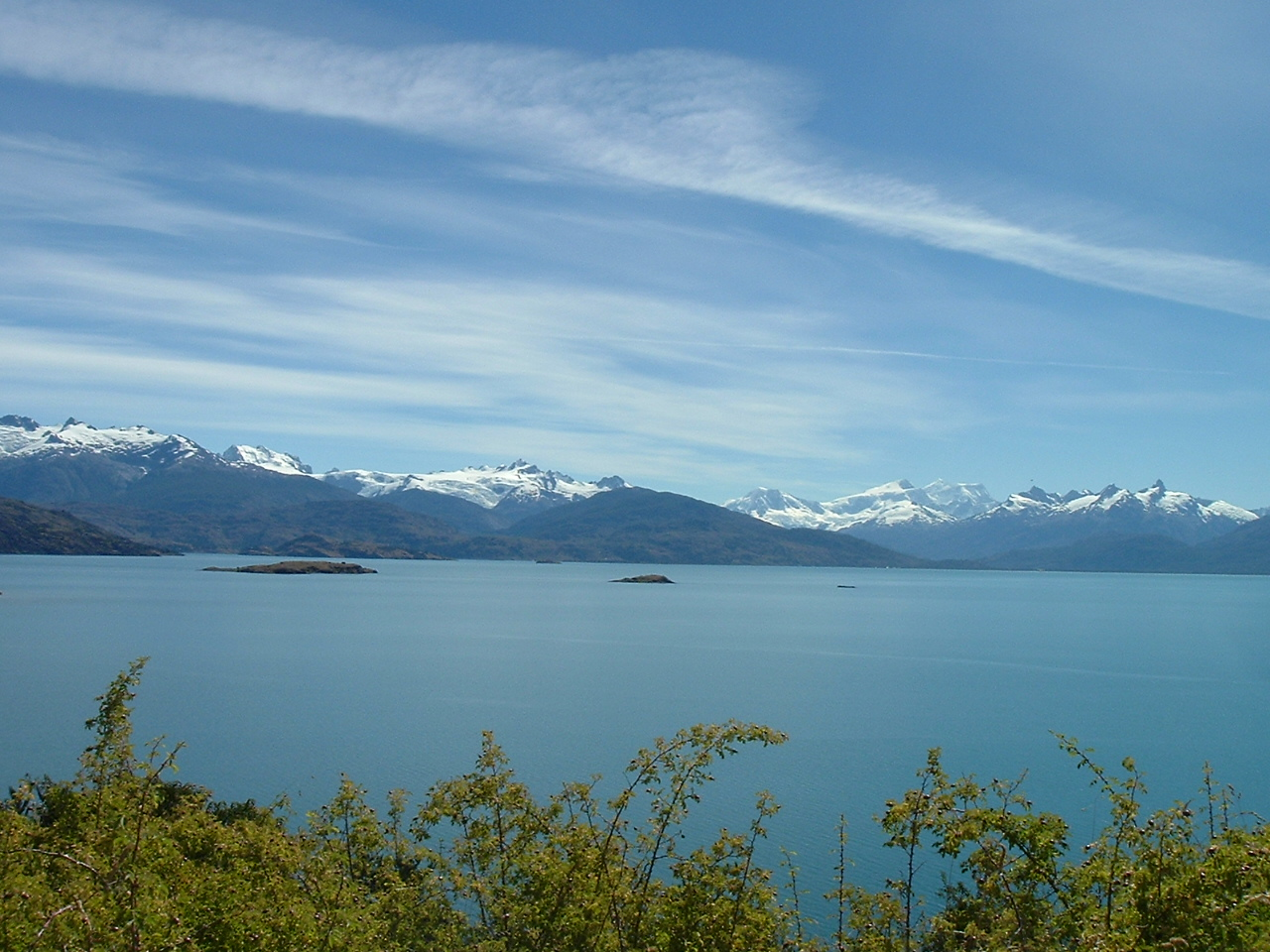
Озеро Хенераль-Каррера